# El Krib (délégation)
El Krib est une délégation tunisienne dépendant du gouvernorat de Siliana.
En 2004, elle compte 21 546 habitants dont 10 598 hommes et 10 948 femmes répartis dans 4 629 ménages et 4 796 logements.